# 哈利亞卡塔山
11°54′39″S 75°04′07″W / 11.91083°S 75.06861°W
哈利亞卡塔山（Qalla Qhata），是秘魯的山峰，位於該國中部胡寧大區，由萬卡約省的萬卡約區負責管轄，屬於瓦伊塔帕利亞納山脈的一部分，海拔高度5,200米。